# Jaružani
Jaružani (szerbül: Јаружани), település Bosznia-Hercegovinában, Laktaši községben, Bosanska krajina területén, a Szerb Köztársaságban. 

## Fekvése
Bosznia-Hercegovina északi részén, Banja Lukától légvonalban 13, közúton 18 km-re északkeletre, községközpontjától légvonalban 9, közúton 13 km-re délkeletre, 163-363 méteres magasságban fekszik. A nyugati határrészén halad át a Klašnica-Slatina főút. A terület dominánsan sík és dombos, a falu déli része felhúzódik a Crni vrh északi lejtőire. A község központi részén 1979-ben épült 5 km hosszú aszfaltút halad át. A település szeres típusú, házai többnyire az utak körül és falvakban találhatók. Kadinjani, Malo Blaško, Slatina és Ćetojevići, valamint a Celinához tartozó Crni vrh falvakkal határos. Híresebb vízfolyások a Vukesnica folyó, valamint a Gredski, a Duboki, a Lovački és a Ciganski potok. A nagyobb források az Ivanovac, a Pandurača, a Studenac és a Točak. A dombok közül a legjelentősebbek a Kozlovića és a Ličko brdo, valamint a Ciganska glavica, a jelentősebb helynevek pedig az Agina bara, Brda, Boca, Vižin, Vinogradina, Gredina, Lug, Luke, Milova strana, Oskoruša, Prevale, Pobus és a Tri lipe. A terület lombhullató erdővel van benőve, melyet régebben irtottak, így jelentős legelők, rétek és gyümölcsösök is találhatók. A legnagyobb településrészek Veliki Đurići, Jaćimovići, Petreši és Ćerkete.

## Népessége
| Nemzetiségi csoport | Népesség 1991 | Népesség 2013 |
| ------------------- | ------------- | ------------- |
| Szerb               | 523           | 441           |
| Bosnyák             | 0             | 0             |
| Horvát              | 2             | 4             |
| Jugoszláv           | 10            | 0             |
| Egyéb               | 15            | 11            |
| Összesen            | 550           | 456           |

## Története
A lakosság eredetére és a község nevére vonatkozóan nincsenek megbízható adatok. Néphagyomány szerint a falu nevét a szakadékok, vízállások és tavak sokaságáról kapta. A település 1878-ig tartozott az Oszmán Birodalomhoz, ekkor a berlini kongresszus határozata alapján az Osztrák-Magyar Monarchia része lett. 1879-ben az első osztrák-magyar népszámlálás során a Banja Luka-i járáshoz tartozó településnek 35 háztartása és 207 ortodox lakosa volt.  1910-ben a Banja Luka-i járáshoz tartozó településen 35 háztartást és 270 ortodox lakost találtak. A monarchia szétesésével 1918-ban előbb a Szerb-Horvát-Szlovén Királyság, majd 1929-től a Jugoszláv Királyság része. 1921-ben a községnek 76 háztartása és 532 lakosa volt. Az 1929-es törvény értelmében, amikor Bosznia-Hercegovinát négy banovinára, Drinskára, Vrbaskára, Zetskára és Primorskára osztották, a település a Vrbaska banovina része lett, amelynek székhelye Banja Luka volt. Jugoszlávia megszállása után a Független Horvát Állam (NDH) része lett. A második világháború után a szocialista Jugoszláviához tartozott. Az 1969-es katasztrofális földrengés után a köztársasági bizottság 203 súlyosan megrongálódott házat talált Jaružaniban. A daytoni békeszerződést követő területfelosztásnál Laktaši község részeként a Szerb Köztársaság területéhez került.

## Gazdaság
A helyiek búzát, kukoricát, árpát és zabot termesztenek, és a gyümölcsök (szilva, alma, körte, cseresznye, dió, eper), valamint zöldségek (burgonya, paprika, paradicsom, káposzta, zöldbab) is jól teremnek. A mezőgazdaság Jaružani lakosságának szinte kizárólagos foglalkozása, míg a lakosság kisebb része külföldön, leginkább Ausztriában és Szlovéniában dolgozik.

## Oktatás
Az általános iskola 1958-tól 1981-ig működött, majd 1991-ben nyitották meg újra, és 2004-es végleges bezárásáig működött. A katasztrofális földrengés után Jaružaniban felépült egy előregyártott elemekből készült iskolaépület három tanteremmel és két kétszobás lakással. Ma a tanulók a slatinai „Holandija” általános iskolába járnak.

## Infrastruktúra
A Veliki Đuriće (2 km) és a Male Đuriće (3 km) falvakba vezető út aszfaltozott. A település makadám útjainak hosszúsága körülbelül 10 km. A kultúrház építése 2009-ben kezdődött. A faluban soha nem volt templom, a helyiek a slatinai plébániához tartoznak. A faluban egy gyógynövény üzem, egy állatorvosi rendelő, egy fűrészmalom és két független üzlet található. 1999-ben bekötötték a telefonokat, 1972-ben áramot kapott a falu. A falu egy része 1991-ben csatlakozott a vezetékes vízellátó rendszerhez, de tekintettel arra, hogy a falu ivóvízforrásokban gazdag, számos helyi vízellátó rendszer működik.